# Đồng hồ Thái Dương
Đồng hồ Thái Dương còn được biết đến với cái tên khác do người dân địa phương đặt là "đồng hồ đá", được xây dựng vào năm 1913 trở thành chiếc đồng hồ xem giờ bằng ánh nắng mặt trời duy nhất còn sót lại tại Việt Nam và thứ hai trên thế giới. Tác giả của chiếc đồng hồ đá này chính là kỹ sư Lưu Văn Lang, được mệnh danh là người kỹ sư đầu tiên của Việt Nam. Công trình này hiện đang nằm tại thành phố Bạc Liêu, tỉnh Bạc Liêu.

## Lịch sử
Theo giai thoại, Lưu Văn Lang có khả năng gõ vào thành cầu để đoán được cây cầu đó sẽ tồn tại trong bao lâu. Khi ông Lang gõ vào một cây cầu do Pháp xây dựng và tuyên bố sẽ sập trong một tháng nữa, viên tỉnh trưởng đã không tin. 3 tuần sau, cây cầu đó đã sập. Viên tỉnh trưởng đã thỉnh Lưu Văn Lang đến để kiểm tra các cây cầu còn lại, xin lỗi ông và đối đãi hậu hĩ. Đáp lại ân tình, Lưu Văn Lang đã xây dựng đồng hồ đá được đặt trong dinh của tỉnh trưởng vào năm 1913. Hiện nay, đồng hồ này nằm nằm cạnh hàng rào quán cà phê đối diện Hội Văn học Nghệ thuật tỉnh Bạc Liêu, gần tòa nhà 18 tầng cao nhất Thành phố Bạc Liêu. Hơn 100 năm trôi qua, đây cũng là chiếc đồng hồ xem giờ bằng ánh nắng mặt trời duy nhất còn sót lại tại Việt Nam.
Nhằm bảo tồn và phát huy giá trị di tích, ngày 11/10/2006, Ủy ban nhân dân tỉnh Bạc Liêu đã ban hành Quyết định số: 699/QĐ-UBND xếp hạng đồng hồ Thái Dương (đồng hồ đá) là di tích lịch sử - văn hóa cấp tỉnh. Công trình đã được sửa chữa 4 tháng và mở cửa lại trong năm 2019.

## Cấu trúc
Nguyên thủy, chiều cao của đồng hồ tính từ nền đất đến đỉnh là khoảng 1m, ngang hơn 1,2m. Nhưng hiện nay chiều cao của chiếc đồng hồ chỉ còn khoảng 60cm do địa phương nâng nền đất, lót gạch để tạo mỹ quan cho khu di tích. Mặt chiếc đồng hồ Thái Dương lúc thiết kế được hướng ra đường nên lúc bấy giờ, viên chức, người dân muốn đi làm đúng giờ thì tạt ngang nhìn giờ trước khi đến nơi làm việc.
Chiếc đồng hồ bao gồm một trụ hình chữ nhật ở giữa nhô ra và hai bên hai mảng hình vuông màu nâu sậm, trên đó mỗi bên kẻ 6 chữ số La Mã từ 1-6 và từ 7-12. Kết cấu của đồng hồ chỉ toàn gạch và xi măng. Sai số của đồng hồ đá so với các loại đồng hồ hiện nay chỉ khoảng 5-7 phút.